# مونتيسيلو (فلوريدا)
مونتيسيلو (بالإنجليزية: Monticello)‏ هي مدينة أمريكية تقع في ولاية فلوريدا. تبلغ مساحة هذه المدينة 8.8 (كم²)،ويبلغ عدد سكانها 2533 نسمة حسب إحصاء سنة 2010 م 2533.تشير إحصاءات سنة 2000م بأن الكثافة السكانية في هذه المدينة تقدر بـ(287.8) نسمة/كم2 

## أعلام
- جو أوسكار إيتون
- توني روبنسون
- بنجامين إي. راسيل
- ويليام بيلي لامار
- جين ماكيني
- دويل كونر